# 屯騎校尉
屯騎校尉，兩漢中高級武官官職，負責掌管中原出身的重騎兵宿衛軍約700-800餘人，西漢漢武帝所設置的八個不同的校尉官職。西漢時為北軍「八校尉」之一，東漢時因精簡而成為北軍「五校尉」之一，兩漢時屯騎校尉等諸位校尉，平時駐守都城附近，以拱衛京城，戰時亦可隨軍隊出征。魏晉南北朝數百年間仍為禁軍編制的中等軍官，自漢代以後整體呈現地位下降的趨勢。該職位活躍於約莫公元前104年(漢武帝初置)-589年(陳朝滅亡)的七百年間。

## 演變

### 西漢
官秩二千石，與州牧、各郡太守、京兆尹相當。為漢武帝初次以加強京城防衛為目的所創立的八校尉之一，其可掌控宿衛軍士卒700人，其下設置有丞、司馬等屬官。而八校尉所屬的北軍數千宿衛軍設立之初由中尉統領，而後中尉改名稱為執金吾後就取消其統領之權。

### 東漢
官秩比二千石，與中郎將、光祿大夫、騎都尉、都護將軍相當，為光武帝時期重新設置，多由東漢宗室擔當此職位。因為東漢將中壘校尉、胡騎校尉、虎賁校尉被精簡後而成為北軍五校尉之一。可掌控宿衛軍官吏128人，士卒700人。其下設置司馬一人為屬官，千石。北軍五校尉由北軍中候負責監管。東漢初年曾經一度改為驍騎校尉，但光武帝建武十五年（39年）即恢復原名。

#### 曾任名人
- 袁逢：東漢安國宣文侯，出身汝南袁氏，官至漢靈帝時期的司空，為袁氏「四世三公」的第四代。漢末三國一度雄據北方四州的大將軍袁紹便為其子，後過繼給次兄左中郎將袁成，而稱帝的後將軍袁術亦是其子。其在升任司空以前就是擔任屯騎校尉一職。[7]
- 來虎：東漢第六代征羌侯，漢桓帝時官至屯騎校尉，其弟為漢靈帝時司空來艷，其父為虎賁中郎將來定，祖父為官至九卿的大鴻臚來歷[8]

### 三國
曹魏第四品官職，與武衛將軍、中郎將、御史中丞、寧朔將軍相當，為曹魏領軍將軍管轄禁軍三營之一(另二營為中壘、武衛)

#### 曾任名人
- 曹肇：曹魏長平侯，出身曹魏宗室，曾任魏明帝時期的屯騎校尉，為曹魏宗室重臣大司馬曹休之子，死後被追贈衛將軍[10]
- 王連：蜀漢平陽亭侯，蜀漢後主時官至屯騎校尉、領丞相長史，其子王山為江陽太守、平陽亭侯[11]

### 兩晉
兩晉第四品官職，與武衛將軍、中郎將、御史中丞、寧朔將軍相當，和曹魏時期地位職能相仿。兩晉五營校尉，由中領軍管轄指揮。

#### 曾任名人
- 裴楷：西晉重臣，出身河東裴氏，晉惠帝時爵封臨海侯，官至中書令，加侍中、加光祿大夫、開府儀同三司。其堂兄同為西晉重臣，即鉅鹿元公、司空裴秀，在晉武帝時期任屯騎校尉、右軍將軍[13]

- 司馬無忌：東晉譙烈王、前將軍，出身東晉宗室，曾任晉成帝時的屯騎校尉，其父為被王廙殺害的譙閔王司馬承，後代在劉裕篡位後逃往北魏。死後被追贈衛將軍。[14]

### 十六國
已知前秦、南燕皆有該職位，可知可能在十六國的部分宿衛軍之中有此職位。

#### 曾任名人
- 石越：前秦平州刺史，領護鮮卑中郎將，被後燕遼西桓烈王慕容農在淝水之戰後叛變擊敗而死，曾任前秦的屯騎校尉[15]

- 公孫五樓：南燕重臣，官至南燕侍中、尚書、領左衛將軍，總攬朝政。曾任南燕屯騎校尉。[16]